# Per-Erik Hedström
Per-Erik Hedström (i riksdagen kallad Hedström i Västby), född 1 januari 1861 i Helgum, Västernorrlands län, död 7 april 1923 i Helgum, var en svensk lantbrukare och riksdagsledamot (liberal).
Per-Erik Hedström, som kom från en bondesläkt, var lantbrukare i Västby i Helgum.
Hedström var riksdagsledamot i andra kammaren 1909-1911 för Ångermanlands västra domsagas valkrets och därefter 1912-1914 för Ångermanlands södra valkrets. I riksdagen tillhörde han Frisinnade landsföreningens riksdagsgrupp Liberala samlingspartiet. Han var bland annat suppleant i bevillningsutskottet 1912-1914. Som riksdagsledamot engagerade han sig exempelvis i jaktfrågor.